# Tataouinea hannibalis
Tataouinea hannibalis es la única especie conocida del género extinto Tataouinea de dinosaurio saurópodo rebaquisáurido, que vivió a mediados del período Cretácico, entre 112 a 109 millones de años, durante el Albiense, en lo que ahora es África.

## Descripción
Al igual que otros miembros de Rebbachisauridae, incluido el Nigersaurus bien estudiado, probablemente era un dinosaurio herbívoro de cuatro patas relativamente pequeño con un cuello corto, una cola larga en forma de látigo y una constitución ligera. Al poseer un sistema respiratorio inusual , los miembros del género Tataouinea tenían sacos de aire más característicos de las aves que de los dinosaurios no aviares.
El tamaño exacto de Tataouinea es desconocido, pero era el animal más grande de la familia Rebbachisauridae después de Limaysaurus tessonei. Sin embargo, para los estándares de todo el infraorden de los saurópodos, Tataouinea era, como otros miembros de su familia, un animal de tamaño mediano: con 14 metros de longitud y una altura de alrededor de 2, 5 metros a las caderasy un individuo adulto pesaba 8 toneladas. Sus huesos presentaban una extensa neumatización, dándole un fuerte apoyo a la teoría de que los saurópodos tenían sistemas respiratorios parecidos a los de las aves.
Tataouinea, si nos basamos en otros miembros de Rebbachisauridae, probablemente tenía un cuello corto de alrededor de 13-16 vértebras, como en Nigersaurus y Limaysaurus, una cabeza pequeña con mandíbulas anchas y una cola larga. Las extremidades anteriores eran más delgadas y un tercio más cortas que las posteriores.El cráneo de Tataouinea, como el de Nigersaurus, probablemente fue neumatizado a través de múltiples agujeros. El hocico era notablemente más ancho que la parte posterior de la cabeza, la mandíbula del dinosaurio, que tenía dientes solo en la parte delantera, se asemejaba a una aspiradora.
Los investigadores notaron huesos extremadamente livianos del esqueleto poscraneal, que también son característicos de Nigersaurus, por lo que la cintura pélvica de Tataouinea, asícomo, probablemente, el húmero tenía huesos muy delgados, sus paredes tenían solo 1 centímetro de espesor. Los investigadores descubrieron la presencia de cámaras internas con tabiques en los huesos ilíacos y con aberturas neurovasculares en los huesos isquiáticos. Hasta el momento del descubrimiento de Tataouinea, no se había encontrado estructuras similares en los huesos isquiáticos de otros dinosaurios.
La mayoría de las vértebras también tenían cavidades en su interior llenas de tejido esponjoso y aire, los arcos vertebrales eran muy delgados, de no más de dos milímetros de espesor. En Tataouinea, las apófisis espinosas de las vértebras sacras se soldaron y crearon una "vela" o joroba de tejidos blandos, como en Dicreosaurus. La longitud total del sacro es de 80 centímetros. Las vértebras de la cola eran más sólidas y no contenían cavidades tan grandes. Las vértebras que forman la base de la cola tenían depresiones elípticas prominentes. Los grandes procesos neuronales tenían la forma de una Y invertida.
Los huesos inusualmente neumatizados de Tataouinea llevaron a los investigadores a pensar que el animal tiene un sistema respiratorio similar al de las aves modernas. Las características anatómicas del esqueleto indicaban indirectamente la presencia de sacos de aire dentro de las cavidades torácica y abdominal, que proporcionaban aire de manera estable al anima. Dado que, en la muestra ONM DT 1-36, también están presentes grandes aberturas neumáticas en los huesos pélvicos, que están lejos del contacto directo con el esqueleto axial, la suposición de la presencia de un "sistema de ventilación" en el interior de la cintura pélvica , incluso con el enfoque más conservador, parece plausible.
Muy a menudo, los sacos de aire se encuentran en las aves y en algunos dinosaurios parecidos a las aves, en particular, se encontraron informes de tales adaptaciones respiratorias en la descripción del terópodo Aerosteon. Antes del descubrimiento de Tataouinea, se informaron sistemas respiratorios similares en otras especies de dinosaurios saurópodos. Está claro que para los Rebbachisauridae, la tendencia eran los cuellos cortos y el tamaño comparativamente pequeño. La neumatización de los esqueletos de los miembros de la familia Rebbachisauridae se desarrolló gradualmente, lo que es más notorio al examinar los huesos de animales de la subfamilia Rebbachisaurinae.

## Descubrimiento e investigación

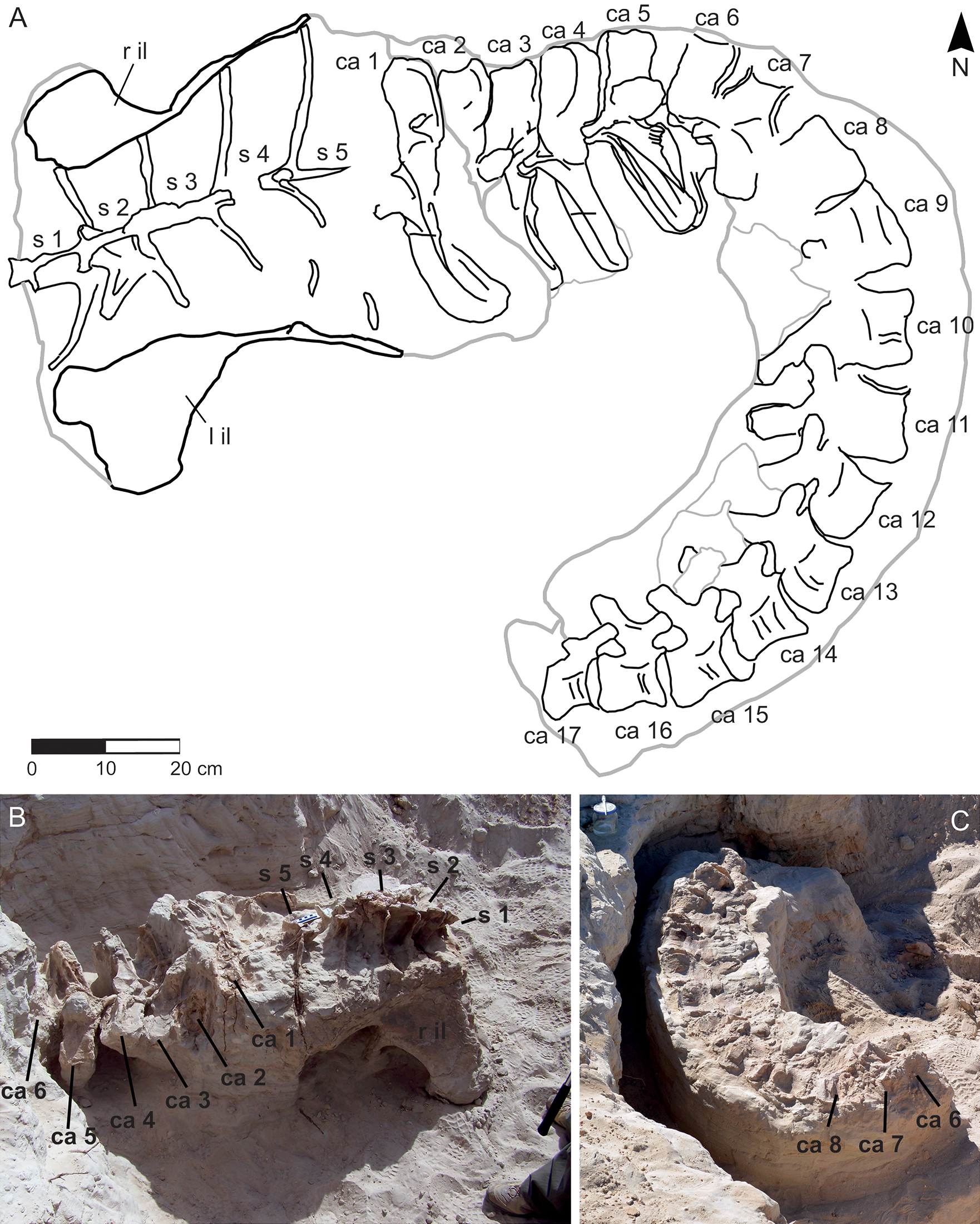
Sitio de la excavación de Tataouinea

En otoño de 2011, con becas de la Universidad de Bolonia, un equipo de paleontólogos, que incluía a Frederic Fanti, realizó una investigación en el sur de Túnez en la zona de Jebel el-Mra Los primeros elementos conocidos del ejemplar holotipo se descubrieron en la división Oum ed Diab de la Formación Ain el Guettar, Túnez en 2011 por Aldo Luigi Bacchetta, pero él no pudo proceder a la excavación del espécimen hasta 2012. Los restos fueron luego estudiados por Federico Fanti, Andrea Cau, Mohsen Hassine y Michela Contessi. 
El género fue nombrado oficialmente en 2013. El nombre del género es en referencia a la región en la cual fue descubierto, Tataouine, mientras que el epíteto de la especie es en honor de Aníbal, el comandante militar cartaginense durante la segunda guerra púnica. En 2015, se descubrió y analizó más material del espécimen holotipo tras su descripción inicial. Este material incluía vértebras adicionales de la cola.
El espécimen tipo descubierto por el equipo de Fanti fue catalogado como ONM DT 1-36, constaba de fragmentos de huesos pélvicos, varias vértebras caudales y sacras. La primera descripción de la especie fue publicada en la edición de julio de 2013 de Nature Communications por Frederico Fanti, Andrea Cau y Michela Contessi de la Universidad de Bolonia, así como el científico tunecino Mohsen Hassine.
En 2015, la publicación en línea PLOS One publicó un artículo dedicado a una descripción más detallada de cada hueso conocido de Tataouinea hannibalis, los autores de la publicación fueron Marco Auditore del Museo Paleontológico Cittadino, Luigi Cantelli de la Universidad de Bolonia, así como el anteriormente mencionado Fanti, Cau y Hassine. El artículo contenía nueva información sobre evolución, paleobiogeografía y la versión actualmente utilizada de la taxonomía, incluido el clado Khebbashia.

## Clasificación
En la primera descripción de 2013, Fanti y sus colegas ubicaron a Tataouinea en la subfamilia Nigersaurinae de la familia Rebbachisauridae, una rama de la superfamilia Diplodocoidea, por fuera del clado de Flagellicaudata . Junto con su grupo hermano, Limaysaurinae, Nigersaurinae forma el clado Khebbashia. Las características claves de su morfología vertebral muestran que Tatouinea fue un rebaquisáurido, cercanamente relacionado con los nigersaurinos de Europa .
Una descripción de 2015 señaló una relación evolutiva entre Nigersaurus, Demandasaurus y Tataouinea. Este sistema no incluye la subfamilia Nigersaurinae, en su lugar, se introduce una subfamilia del mismo rango - Rebbachisaurinae, que, además de los géneros anteriores, incluye a Katepensaurus y Rebbachisaurus. Esta versión recibió el apoyo de los autores de la descripción de 2018 de Lavocatisaurus.

### Filogenia
El cladograma del estudio de Fanti et al. es mostrado a continuación.

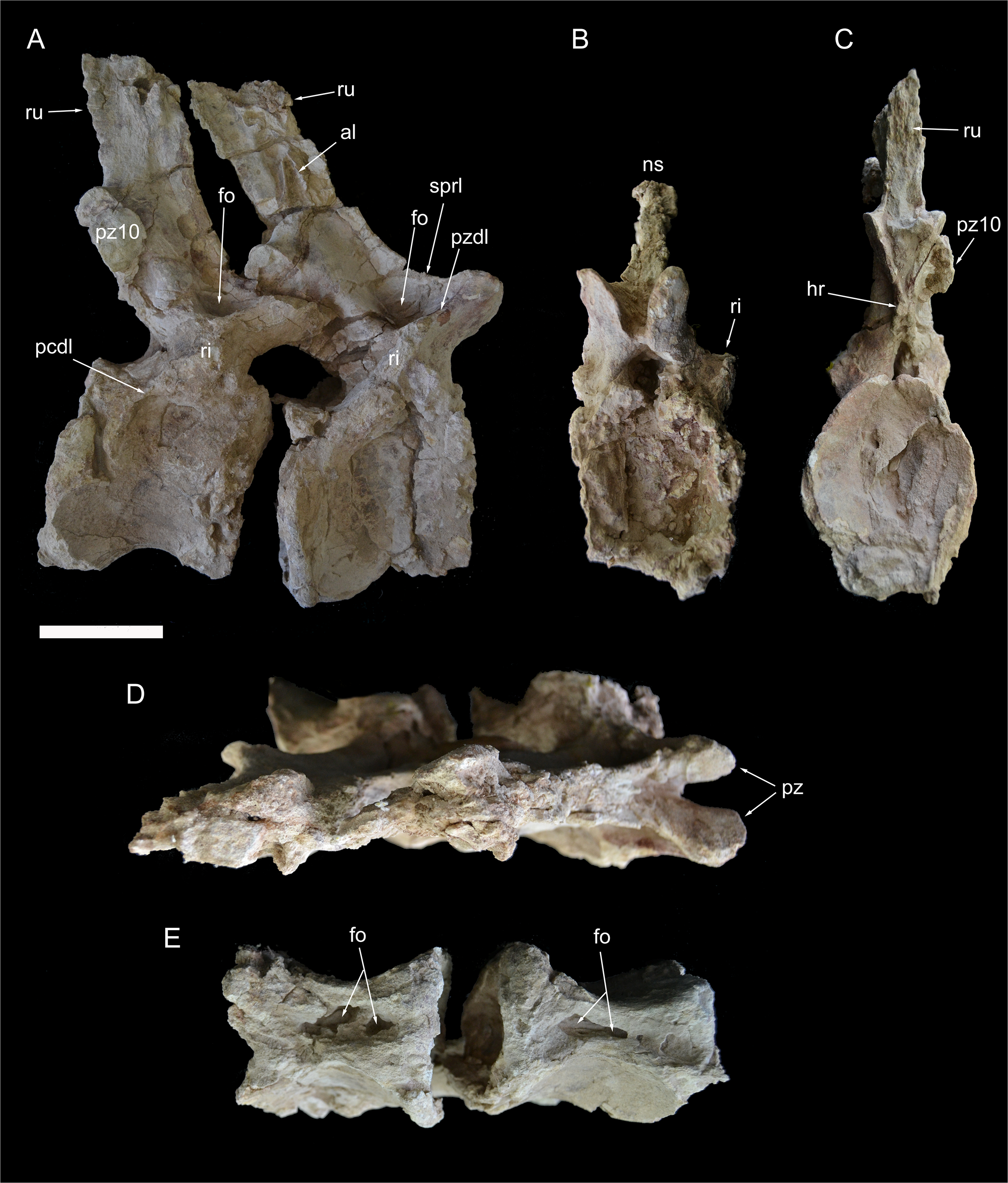
Vértebras caudales 8 y 9 de Tataouinea

|  | Cathartesaura |
|  |               |
|  | Limaysaurus   |
|  |               |

|  | Nigersaurus                                                                                   |
|  |                                                                                               |
|  | \| \| Rebbachisaurus \| \| \| \| \| \| Demandasaurus \| \| \| \| \| \| Tataouinea \| \| \| \| |
|  |                                                                                               |
|  | Rebbachisaurus                                                                                |
|  |                                                                                               |
|  | Demandasaurus                                                                                 |
|  |                                                                                               |
|  | Tataouinea                                                                                    |
|  |                                                                                               |

|  | Rebbachisaurus |
|  |                |
|  | Demandasaurus  |
|  |                |
|  | Tataouinea     |
|  |                |

|  | Nigersaurus                                                                                   |
|  |                                                                                               |
|  | \| \| Rebbachisaurus \| \| \| \| \| \| Demandasaurus \| \| \| \| \| \| Tataouinea \| \| \| \| |
|  |                                                                                               |
|  | Rebbachisaurus                                                                                |
|  |                                                                                               |
|  | Demandasaurus                                                                                 |
|  |                                                                                               |
|  | Tataouinea                                                                                    |
|  |                                                                                               |

|  | Rebbachisaurus |
|  |                |
|  | Demandasaurus  |
|  |                |
|  | Tataouinea     |
|  |                |

|  | Cathartesaura |
|  |               |
|  | Limaysaurus   |
|  |               |

|  | Nigersaurus                                                                                   |
|  |                                                                                               |
|  | \| \| Rebbachisaurus \| \| \| \| \| \| Demandasaurus \| \| \| \| \| \| Tataouinea \| \| \| \| |
|  |                                                                                               |
|  | Rebbachisaurus                                                                                |
|  |                                                                                               |
|  | Demandasaurus                                                                                 |
|  |                                                                                               |
|  | Tataouinea                                                                                    |
|  |                                                                                               |

|  | Rebbachisaurus |
|  |                |
|  | Demandasaurus  |
|  |                |
|  | Tataouinea     |
|  |                |

|  | Nigersaurus                                                                                   |
|  |                                                                                               |
|  | \| \| Rebbachisaurus \| \| \| \| \| \| Demandasaurus \| \| \| \| \| \| Tataouinea \| \| \| \| |
|  |                                                                                               |
|  | Rebbachisaurus                                                                                |
|  |                                                                                               |
|  | Demandasaurus                                                                                 |
|  |                                                                                               |
|  | Tataouinea                                                                                    |
|  |                                                                                               |

|  | Rebbachisaurus |
|  |                |
|  | Demandasaurus  |
|  |                |
|  | Tataouinea     |
|  |                |

|  | Cathartesaura |
|  |               |
|  | Limaysaurus   |
|  |               |

|  | Nigersaurus                                                                                   |
|  |                                                                                               |
|  | \| \| Rebbachisaurus \| \| \| \| \| \| Demandasaurus \| \| \| \| \| \| Tataouinea \| \| \| \| |
|  |                                                                                               |
|  | Rebbachisaurus                                                                                |
|  |                                                                                               |
|  | Demandasaurus                                                                                 |
|  |                                                                                               |
|  | Tataouinea                                                                                    |
|  |                                                                                               |

|  | Rebbachisaurus |
|  |                |
|  | Demandasaurus  |
|  |                |
|  | Tataouinea     |
|  |                |

|  | Nigersaurus                                                                                   |
|  |                                                                                               |
|  | \| \| Rebbachisaurus \| \| \| \| \| \| Demandasaurus \| \| \| \| \| \| Tataouinea \| \| \| \| |
|  |                                                                                               |
|  | Rebbachisaurus                                                                                |
|  |                                                                                               |
|  | Demandasaurus                                                                                 |
|  |                                                                                               |
|  | Tataouinea                                                                                    |
|  |                                                                                               |

|  | Rebbachisaurus |
|  |                |
|  | Demandasaurus  |
|  |                |
|  | Tataouinea     |
|  |                |

|  | Cathartesaura |
|  |               |
|  | Limaysaurus   |
|  |               |

|  | Nigersaurus                                                                                   |
|  |                                                                                               |
|  | \| \| Rebbachisaurus \| \| \| \| \| \| Demandasaurus \| \| \| \| \| \| Tataouinea \| \| \| \| |
|  |                                                                                               |
|  | Rebbachisaurus                                                                                |
|  |                                                                                               |
|  | Demandasaurus                                                                                 |
|  |                                                                                               |
|  | Tataouinea                                                                                    |
|  |                                                                                               |

|  | Rebbachisaurus |
|  |                |
|  | Demandasaurus  |
|  |                |
|  | Tataouinea     |
|  |                |

|  | Nigersaurus                                                                                   |
|  |                                                                                               |
|  | \| \| Rebbachisaurus \| \| \| \| \| \| Demandasaurus \| \| \| \| \| \| Tataouinea \| \| \| \| |
|  |                                                                                               |
|  | Rebbachisaurus                                                                                |
|  |                                                                                               |
|  | Demandasaurus                                                                                 |
|  |                                                                                               |
|  | Tataouinea                                                                                    |
|  |                                                                                               |

|  | Rebbachisaurus |
|  |                |
|  | Demandasaurus  |
|  |                |
|  | Tataouinea     |
|  |                |

|  | Cathartesaura |
|  |               |
|  | Limaysaurus   |
|  |               |

|  | Nigersaurus                                                                                   |
|  |                                                                                               |
|  | \| \| Rebbachisaurus \| \| \| \| \| \| Demandasaurus \| \| \| \| \| \| Tataouinea \| \| \| \| |
|  |                                                                                               |
|  | Rebbachisaurus                                                                                |
|  |                                                                                               |
|  | Demandasaurus                                                                                 |
|  |                                                                                               |
|  | Tataouinea                                                                                    |
|  |                                                                                               |

|  | Rebbachisaurus |
|  |                |
|  | Demandasaurus  |
|  |                |
|  | Tataouinea     |
|  |                |

|  | Nigersaurus                                                                                   |
|  |                                                                                               |
|  | \| \| Rebbachisaurus \| \| \| \| \| \| Demandasaurus \| \| \| \| \| \| Tataouinea \| \| \| \| |
|  |                                                                                               |
|  | Rebbachisaurus                                                                                |
|  |                                                                                               |
|  | Demandasaurus                                                                                 |
|  |                                                                                               |
|  | Tataouinea                                                                                    |
|  |                                                                                               |

|  | Rebbachisaurus |
|  |                |
|  | Demandasaurus  |
|  |                |
|  | Tataouinea     |
|  |                |

|  | Cathartesaura |
|  |               |
|  | Limaysaurus   |
|  |               |

|  | Nigersaurus                                                                                   |
|  |                                                                                               |
|  | \| \| Rebbachisaurus \| \| \| \| \| \| Demandasaurus \| \| \| \| \| \| Tataouinea \| \| \| \| |
|  |                                                                                               |
|  | Rebbachisaurus                                                                                |
|  |                                                                                               |
|  | Demandasaurus                                                                                 |
|  |                                                                                               |
|  | Tataouinea                                                                                    |
|  |                                                                                               |

|  | Rebbachisaurus |
|  |                |
|  | Demandasaurus  |
|  |                |
|  | Tataouinea     |
|  |                |

|  | Nigersaurus                                                                                   |
|  |                                                                                               |
|  | \| \| Rebbachisaurus \| \| \| \| \| \| Demandasaurus \| \| \| \| \| \| Tataouinea \| \| \| \| |
|  |                                                                                               |
|  | Rebbachisaurus                                                                                |
|  |                                                                                               |
|  | Demandasaurus                                                                                 |
|  |                                                                                               |
|  | Tataouinea                                                                                    |
|  |                                                                                               |

|  | Rebbachisaurus |
|  |                |
|  | Demandasaurus  |
|  |                |
|  | Tataouinea     |
|  |                |

|  | Cathartesaura |
|  |               |
|  | Limaysaurus   |
|  |               |

|  | Nigersaurus                                                                                   |
|  |                                                                                               |
|  | \| \| Rebbachisaurus \| \| \| \| \| \| Demandasaurus \| \| \| \| \| \| Tataouinea \| \| \| \| |
|  |                                                                                               |
|  | Rebbachisaurus                                                                                |
|  |                                                                                               |
|  | Demandasaurus                                                                                 |
|  |                                                                                               |
|  | Tataouinea                                                                                    |
|  |                                                                                               |

|  | Rebbachisaurus |
|  |                |
|  | Demandasaurus  |
|  |                |
|  | Tataouinea     |
|  |                |

|  | Nigersaurus                                                                                   |
|  |                                                                                               |
|  | \| \| Rebbachisaurus \| \| \| \| \| \| Demandasaurus \| \| \| \| \| \| Tataouinea \| \| \| \| |
|  |                                                                                               |
|  | Rebbachisaurus                                                                                |
|  |                                                                                               |
|  | Demandasaurus                                                                                 |
|  |                                                                                               |
|  | Tataouinea                                                                                    |
|  |                                                                                               |

|  | Rebbachisaurus |
|  |                |
|  | Demandasaurus  |
|  |                |
|  | Tataouinea     |
|  |                |

|  | Cathartesaura |
|  |               |
|  | Limaysaurus   |
|  |               |

|  | Nigersaurus                                                                                   |
|  |                                                                                               |
|  | \| \| Rebbachisaurus \| \| \| \| \| \| Demandasaurus \| \| \| \| \| \| Tataouinea \| \| \| \| |
|  |                                                                                               |
|  | Rebbachisaurus                                                                                |
|  |                                                                                               |
|  | Demandasaurus                                                                                 |
|  |                                                                                               |
|  | Tataouinea                                                                                    |
|  |                                                                                               |

|  | Rebbachisaurus |
|  |                |
|  | Demandasaurus  |
|  |                |
|  | Tataouinea     |
|  |                |

|  | Nigersaurus                                                                                   |
|  |                                                                                               |
|  | \| \| Rebbachisaurus \| \| \| \| \| \| Demandasaurus \| \| \| \| \| \| Tataouinea \| \| \| \| |
|  |                                                                                               |
|  | Rebbachisaurus                                                                                |
|  |                                                                                               |
|  | Demandasaurus                                                                                 |
|  |                                                                                               |
|  | Tataouinea                                                                                    |
|  |                                                                                               |

|  | Rebbachisaurus |
|  |                |
|  | Demandasaurus  |
|  |                |
|  | Tataouinea     |
|  |                |

## Paleobiología
Tataouinea era cuadrúpedo, debido al hecho de que las patas delanteras eran más cortas, las caderas del dinosaurio se elevaban por encima de la cruz. La cola era extremadamente larga, probablemente, como otros dinosaurios relacionados con Diplodocus, fue utilizado como arma. A menudo, al estudiar fósiles de saurópodos, los paleontólogos encuentran restos fósiles de varios individuos en un área bastante pequeña, lo que indica indirectamente la naturaleza de manada de estos dinosaurios. Los adultos, por lo tanto, podrían experimentar menos dificultades para encontrar pareja sexual, y las crias podrían contar con la protección de los mayores. En el caso de Tataouinea, sin embargo, se conocen los restos de un solo individuo, por lo que hasta ahora solo se puede especular sobre el carácter gregario de los dinosaurios de este género.

### Evolución
Incluso antes del descubrimiento de Tataouinea, se notaba la similitud de la megafauna de África y Europa a principios del Cretácico. Las formas europeas, por ejemplo, Demandasaurus darwini e Histriasaurus boscarollii están en el mismo nivel que Tataouinea. Demostrando que los miembros de la familia Rebbachisauridae existieron simultáneamente en ambos lados del Océano Tetis. Esto indica que estas áreas terrestres estaban conectadas por puentes terrestresque pasaban a través del Océano.
Probablemente las primeras formas de Rebbachisauridae aparecieron incluso antes de la inundación del Océano Atlántico. Así, los animales que vivían en la parte occidental de Gondwana, actual América del Sur, dieron origen a la subfamilia Limaysaurinae, mientras que los animales que migraron a África no pudieron regresar y se establecieron allí, habiéndose adaptado a comer bajo gimnospermas en crecimiento, para no competir con miembros más avanzados de Diplodocoidea y titanosaurianos.
Cuando el Océano Tetis que inundó parte del norte de África obligó a los dinosaurios a migrar hacia el sur. Las formas grandes altamente especializadas, como Tataouinea, disminuyeron de tamaño con una disminución en la cantidad de comida, por lo que el último hito en la evolución de Rebbachisauridae, Nigersaurus taqueti, fue más de un tercio más pequeño que Tataouinea hannibalis. La desaparición de los descendientes de los Tataouinea probablemente se debió a un cambio en la vegetación. Incapaces de competir con los titanosaurianos altamente desarrollados debido a su gran especialización, los Rebbachisauridae fueron reemplazados por ellos.

### Alimentación
Siendo dinosaurios herbívoros, Tataouinea se alimentaba de las gimnospermas más comunes de la época, incluidas las coníferas. Es probable que los dinosaurios Tataouinea comieran plantas bajas para evitar la competencia con los grandes titanosaurianos, que están mejor adaptados para comer hojas y agujas de crecimiento alto. La forma de los dientes de Tataouinea indicaba que los animales simplemente arrancaban la vegetación sin masticarla. Como todos los saurópodos, Tataouinea probablemente tragó pequeños guijarros, llamados gastrolitos, de modo que, moliéndolos en una pulpa de material vegetal sin masticar dentro del estómago, ayudó a la digestión de los alimentos. Existe otra versión del uso de los gastrolitos por parte de los dinosaurios: se los tragaban para obtener algunos minerales.

## Paleoecología
Se han encontrado restos conocidos de Tataouinea en las areniscas de la Formación Ain el-Gutter, en la parte de Oum ed-Diab, que datan de la Edad Albiana Temprana. Oum ed-Diab alterna entre depósitos poco profundos, intermareales y no marinos formados en una tierra baja costera con escasa vegetación y una costa arenosa bañada por las olas del Océano Atlántico recién formado. El área adyacente de Chenini era húmeda y pantanosa con bosques de manglares y sistemas de ríos ramificados.
Dado que el suelo era delgado y consistía principalmente en roca triturada, arena y arcilla y el nivel del agua subterránea era bastante alto, lo que se deriva del estado de las raíces de las plantas fosilizadas,  es poco probable que en las áreas de Shenin y Oum ed-Diab había suficiente comida para herbívoros tan grandes como Tataouinea. De aquí se sigue la conclusión de que los pastos de Tataouinea estaban situados en otra parte del norte de África y una de las rutas migratorias pasaba por Oum ed-Diab.
Los tiburones pequeños, como Lissodus, Leptostyrax, Scapanorhynchus , el pez pulmonado Retodus y el pez sierra Onchopristis vivían en ríos y aguas poco profundas costeras . En los mismos depósitos se encontraron restos fósiles de peces con aletas radiadas y con aletas lobuladas. Las costas estaban habitadas por los gigantes folidosáuridos Sarcosuchus, así como pequeños animales parecidos a cocodrilos, incluidos Hamadasuchus y Araripesuchus. También en Um-ed-Diab se encontraron restos de pterosaurios[, entre tales hallazgos se encuentra un representante del clado Ornithocheiroidea, que probablemente vino a pescar en los ríos locales. Numerosos huesos de dinosaurio descubiertos en Um ed Diab y Shenini pertenecían a saurópodos titanosaurianos, ornitópodos y terópodos, en particular a abelisáuridos desconocidos , Carcharodontosaurus y Spinosaurus.